# Chiesa dei Santi Biagio e Cataldo
La chiesa dei Santi Biagio e Cataldo era un edificio religioso della città di Venezia, situato nella parte più occidentale dell'isola della Giudecca.

## Storia
L'edificio originario risaliva alla fine del X secolo e fu consacrato nel 1188 e solo in seguito nel 1222 fu affiancato da un monastero di monache benedettine.
La chiesa subì due interventi di ristrutturazione. Il primo intervento avvenne alla fine del XVI secolo per opera di Michele Sanmicheli; durante questi lavori la chiesa venne ristrutturata in modo radicale, fu demolito il coro pensile e le sue colonne furono ricollocate nel portico della vicina chiesa di Sant'Eufemia. Il secondo intervento importante fu realizzato all'inizio del XVIII secolo dagli architetti Domenico Rossi e Giorgio Massari e i lavori riguardarono soprattutto gli interni, altari e opere pittoriche.
La chiesa con l'annesso monastero rimasero attiva fino al 1810, quando vennero definitivamente soppressi in seguito ai decreti napoleonici. Acquistati da privati, chiesa e convento vennero prima aditi a complesso ospedaliero, poi demoliti nella seconda metà dell'Ottocento e sull'area venne eretto il complesso industriale del Molino Stucky.

## Descrizione

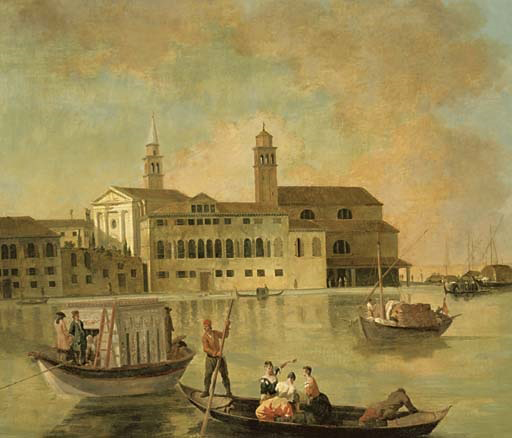
Johan Richter, Veduta di San Biagio e della chiesa di San Biagio e Cataldo in Giudecca, XVIII secolo

Della chiesa sono rimaste poche immagini, discordanti tra loro.
Nella pianta di Merian del 1635, precedente quindi ai lavori di ristrutturazione, si vede quello che è con tutta probabilità l'edificio originale, di impianto basilicale romanico a tre navate con campanile romanico a cuspide piramidale disposto sul fronte laguna.
Una veduta settecentesca di Johan Richter, successiva all'ultima ristrutturazione, mostra anch'essa una struttura basilicale a tre navate, affiancata lateralmente da un portico coperto. La facciata, rivolta verso la terraferma, non è visibile. Il campanile quadrato mostra una cuspide poligonale sopra la cella campanaria ed è raffigurato in una posizione arretrata rispetto alla pianta del Merian, in seguito alla ristrutturazione radicale del Sanmicheli.
Infine, una stampa di epoca incerta raffigurante l'edificio visto dall'abside, mostra invece una struttura sempre di stampo romanico ma a navata unica con il portico sulla facciata mentre il campanile, nella stessa posizione raffigurata nel quadro di Richter, è privo della cuspide.